# Meta Brevoort
Marguerite Claudia Brevoort, più conosciuta come Meta Brevoort (New York, 8 novembre 1825 – 19 dicembre 1876), è stata un'alpinista statunitense.

## Biografia
Meta Brevoort nacque l'8 novembre 1825 a New York, ma trascorse i primi anni studiando in una scuola religiosa di Parigi. Benché  da giovane trascorresse le vacanze in Svizzera insieme alla famiglia, iniziò a dedicarsi seriamente all'alpinismo solo a partire dal 1865, quando aveva già quarant'anni.
Compì diverse importanti ascensioni nelle Alpi e nel Delfinato negli anni '60 e '70 del XIX secolo, soprattutto in compagnia del nipote William Auguste Coolidge, figlio di sua sorella Elisabeth, il quale divenne in seguito un celebre alpinista e uno dei più importanti storici dell'alpinismo dell'epoca. Meta e William erano accompagnati dalla cagnetta Tschingel, che era stata loro regalata dalla guida Christian Almer.
Avendo partecipato a decine di scalate, nel 1875 Tschingel fu nominata membro onorario dell'Alpine Club britannico. Brevoort commentò il fatto scrivendo alla sorella che la cagnetta era "la prima signora ad essere mai stata ammessa in quella esclusiva associazione", mentre le donne entrarono a farne parte solo a partire dal 1975.
Mentre le altre alpiniste dell'epoca scalavano indossando pesanti abiti e gonne lunghe fino ai piedi, un abbigliamento consono alle regole della moda femminile e che proteggeva dal freddo, ma che poteva essere scomodo e pericoloso, Brevoort fu la prima donna a scalare in abiti maschili. Era infatti solita indossare pantaloni di lana e un paio di ghette, ma non volle mai essere fotografata con indosso l'abbigliamento da scalala.

## Il Cervino e il Gran Picco della Meije

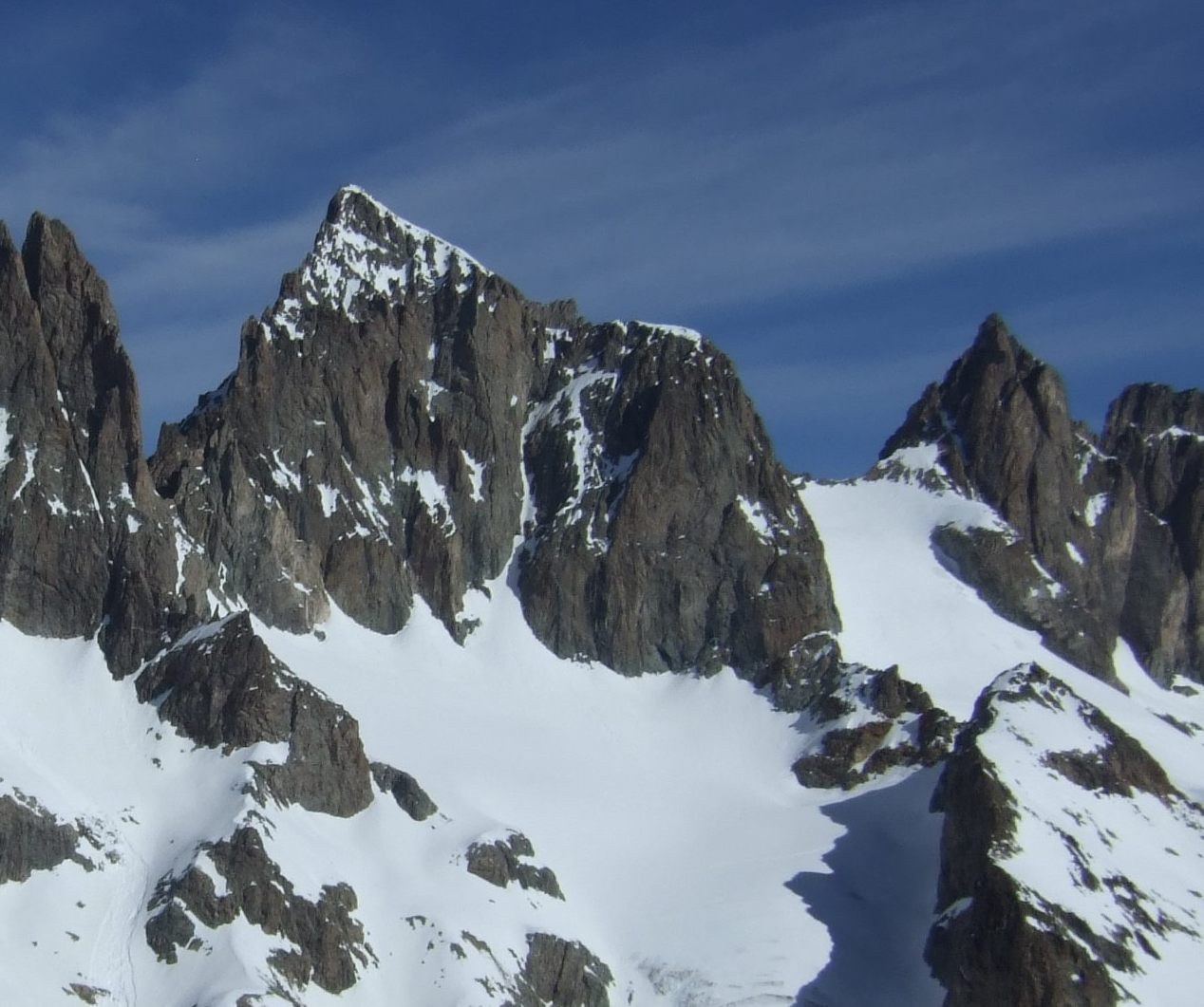
La Punta Brevoort nella Grande Ruine

Il sogno di Meta Brevoort era di diventare la prima donna a scalare il Cervino, la cui vetta era stata raggiunta per la prima volta da Edward Whymper nel 1865, e la prima persona a salire in cine al Grande Picco della Meije, vetta di 3.893 metri delle Alpi del Delfinato, ma per poco non riuscì in nessuna delle due imprese.
Brevoort tentò la prima volta di scalare il Cervino nel 1869, ma dopo aver raggiunto i 3900 metri di altitudine dovette rinunciare all'impresa a causa delle avverse condizioni meteo. Nell'agosto nel 1871 decise di dirigersi a Zermatt in Svizzera per un nuovo tentativo di scalata ma la sua principale rivale, l'alpinista britannica Lucy Walker, che in quel momento si trovava già nella cittadina svizzera, venuta a conoscenza delle sue intenzioni mise insieme rapidamente una spedizione e il 22 agosto raggiunse la vetta della montagna, diventando la prima donna a riuscirvi.

Brevoort non si lasciò abbattere dalla sconfitta e due settimane dopo, il 5 settembre, decise invece di tentare la traversata della montagna, da Zermatt a Breuil-Cervinia, impresa che prima di allora era stata portata da termine solo 4 volte, e fu la prima donna a riuscirvi.
Nelle settimane successive completò inoltre la prima ascensione femminile del Weisshorn e del Dent Blanche in Svizzera.
Brevoort, Coolidge e le loro guide Christian e Ulrich Almer e Christian Gertsch completarono la prima ascensione del Picco Centrale della Meije (3.973 m) il 28 giugno 1870, mentre il Gran Picco della Meije, di 13 metri più alto, era noto per la difficoltà della sua scalata e continuava ad essere un ostacolo apparentemente insormontabile. Brevoort e il suo gruppo tentarono l'impresa più volte negli anni successivi, dovendo sempre rinunciare a causa del cattivo tempo.
Dopo la morte della sorella Elisabeth nel 1875 Meta si trasferì a Dorking, in Inghilterra, per occuparsi della giovane nipote Elisabeth Coolidge e capì che i suoi anni da alpinista stavano per terminare. Nel 1876 avrebbe avuto un'ultima possibilità di tentare la scalata del Gran Picco, ma preferì rinunciare e finanziare invece il tentativo da parte del nipote William. La vetta della Meije fu raggiunta per la prima volta solo nel 1877 dall'alpinista francese Emmanuel Boileau de Castelnau insieme alla sua guida Pierre Gaspard.
Meta Brevoort morì il 19 dicembre 1876 e fu sepolta nel St Sepulchre's Cemetery di Oxford. La Punta Brevoort della Grande Ruine, nella Alpi del Delfinato è così chiamata in suo onore in virtù della prima ascensione compiuta dal suo gruppo il 19 luglio 1873.